# Блэксифор

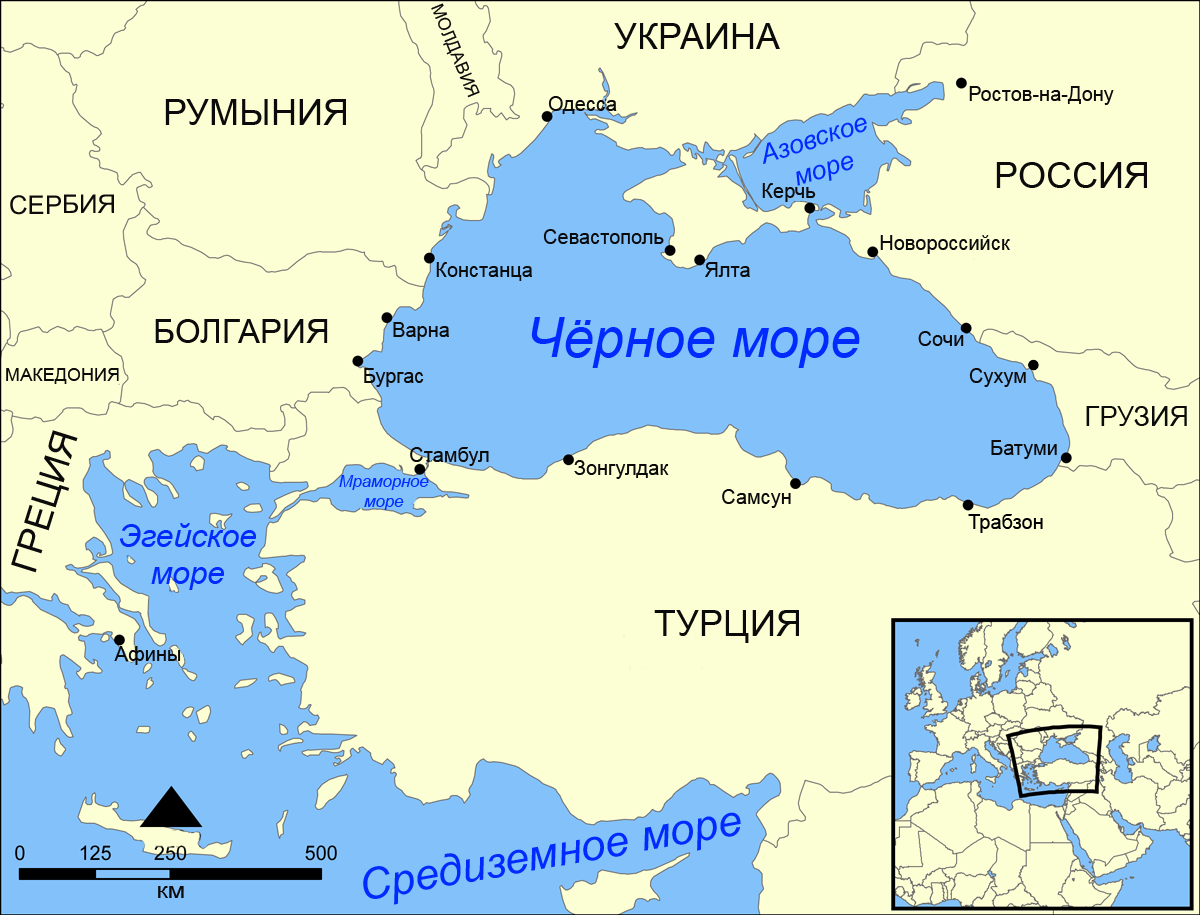
Черноморский регион

Черноморская военно-морская группа оперативного взаимодействия (ЧВМГ ОВ) «Блэксифор» (англ. BLACKSEAFOR: Black Sea Naval Cooperation Task Group) была создана 2 апреля 2001 года. Членами группы являются государства Причерноморья — Болгария, Грузия, Россия, Румыния, Турция и Украина.
В обязанности «Блэксифор» входят обеспечение безопасности в Чёрном море, проведение совместных учений поисково-спасательного характера, противоминных и гуманитарных операций, операций по защите окружающей среды, а также проведение визитов доброй воли.
Плановые активации проводятся два раза в год, на период их проведения формируются оперативное командование и штаб корабельной группировки, командование которыми осуществляется поочередно представителями стран-участниц в алфавитном порядке. 
Рабочим языком ЧВМГ ОВ является английский язык.
С 2014 г. Blackseafor фактически прекратил свое существование после аннексии Крымского полуострова Россией. 